# Apocalipse de Adão
O Apocalipse de Adão foi descoberto em 1945 entre os códices da Biblioteca de Nague Hamadi (códice V) e é um tratado gnóstico escrito em Copta. Ele não tem ligações necessariamente Cristãs. Por isso, discute-se se ele é realmente um texto do Gnosticismo Cristão ou um exemplo do Gnosticismo Judaico. Ele é um dos textos Setianos.

## Conteúdo
Adão, no seu 700º ano de vida, conta para o seu filho Seth como ele adquiriu conhecimento sobre o Deus eterno de Eva e que ele e ela são, na verdade, mais poderosos que seu suposto criador. Mas este conhecimento se perdeu na Queda quando o sub-criador - o Demiurgo - os dividiu em dois éons (ou seja, masculino e feminino). Eles se tornaram escravos do criador e também da morte.
Adão então relata a Seth o conhecimento oculto que ele recebeu em uma revelação de três homens misteriosos e profetiza sobre as tentativas do Demiurgo de destruir a humanidade, incluindo a profecia do grande dilúvio global e da tentativa de destruição pelo fogo.
Adão também profetiza que, depois que as águas do dilúvio tiverem baixado, Deus dará a terra a Noé (que será conhecido pela posteridade como Deucalião, o herói do dilúvio causado por Zeus na mitologia grega).
Noé, então, dividir a terra entre seus filhos: Cam, Jafé e Sem, com a ressalva de que eles devem sempre servir a Deus "no medo e escravidão". Então, os descendentes de Cam e Jafé (nenhuma menção é feita a Sem) formarão doze reinos e também farão parte de um décimo terceiro reino. "O iluminador do conhecimento" virá, então, para redimir as almas dos descendentes de Noé.
E quando Ele chegar, treze reinos proclamarão treze lendas conflitantes sobre o Seu nascimento, mas apenas a "geração sem rei" proclama a verdade.
Nas tradições não-gnósticas, as palavras finas de Adão a Seth podem ser encontradas em "Conflito de Adão e Eva com Satanás", "A vida de Adão e Eva" e no "Testamento de Adão".